# ルバンゴ
ルバンゴ(Lubango)は、アンゴラの都市。アンゴラ南西部、標高1720mの高原上にあり、ウイラ州の州都である。人口100,757人。1975年までは、サ・ダ・バンデイラ（Sá da Bandeira）という名だった。ナミベとメノングエを結ぶ鉄道が通っており、農産物の集散地となっている。
ルバンゴは1882年、ポルトガル領マデイラ諸島からの植民者によって開かれた。次いで1885年、ナミビアのグルートフォンテインからきた40家族のボーア人たちがまた別の植民地を開いたが、この地域をポルトガル領であるとするポルトガル政府と紛争となり、ベルリン会議によってこの地域がポルトガル領と確定するとボーア人たちはグルートフォンテーンに引き返していった。
1923年には鉄道がルバンゴに到達し、モサメデス（現在のナミベ）と結ばれた。
アンゴラ内戦初期には、市内にアンゴラ解放人民運動（MPLA）に対抗する親米二派、アンゴラ民族解放戦線（FNLA）、アンゴラ全面独立民族同盟(UNITA)が拠点を構えていたが、1976年1月18日、二派が戦闘状態に陥った。市内は混乱し、残留していたポルトガル人ら6000人が空港へ退避した。